# Julia Harting
Pour les articles homonymes, voir Fischer.
Julia Harting (née Fischer, le 1er avril 1990 à Berlin) est une athlète allemande, spécialiste du lancer du disque.

## Biographie
Elle remporte les championnats du monde cadets en 2007 et se classe deuxième des championnats du monde juniors de 2008. En 2011, à Ostrava, elle s'adjuge la médaille d'or des championnats d'Europe espoirs avec la marque de 59,60 m. 
Le 21 mai 2016 à Halle, au terme d'un meeting de niveau élevé, Julia Fischer améliore à son 6e et dernier son record personnel établit la semaine précédente (66,59 m) en réalisant une performance de 68,49 m. Elle devance la Cubaine Denia Caballero (66,41 m) et la Chinoise Su Xinyue (65,40 m). 
Le 10 juillet, elle devient vice-championne d'Europe à l'occasion des Championnats d'Europe d'Amsterdam avec un lancer à 65,77 m, loin derrière la Croate Sandra Perković (69,97 m). 
Elle se blesse le 17 mai 2017 et ne pourra faire aucune compétition ni entrainement pendant les deux semaines suivantes. 

## Vie privée
Le 16 septembre 2016, elle se marie avec le lanceur de disque Robert Harting et change son nom en Julia Harting.

## Palmarès
| Date | Compétition                    | Lieu             | Résultat | Marque  |
| ---- | ------------------------------ | ---------------- | -------- | ------- |
| 2007 | Championnats du monde jeunesse | Ostrava          | 1re      | 51,39 m |
| 2008 | Championnats du monde juniors  | Bydgoszcz        | 2e       | 51,39 m |
| 2011 | Championnats d'Europe espoirs  | Ostrava          | 1re      | 59,60 m |
| 2012 | Championnats d'Europe          | Helsinki         | 5e       | 62,10 m |
| 2014 | Championnats d'Europe          | Zürich           | 5e       | 61,20 m |
| 2015 | Championnats du monde          | Pékin            | 5e       | 63,88 m |
| 2016 | Championnats d'Europe          | Amsterdam        | 2e       | 65,77 m |
| 2016 | Jeux olympiques                | Rio de Janeiro   | 9e       | 62,67 m |
| 2017 | Championnats du monde          | Londres          | 9e       | 61,34 m |
| 2017 | Ligue de diamant               | Ligue de diamant | 8e       | 59,89 m |

## Records
| Épreuve          | Performance | Lieu  | Date        |
| ---------------- | ----------- | ----- | ----------- |
| Lancer du disque | 68,49 m     | Halle | 21 mai 2016 |